# Les Folles Années du twist
Les Folles Années du twist és una pel·lícula franco-algeriana dirigida per Mahmoud Zemmouri el 1983, estrenada el 1986.

## Argument
Boufarik, Algèria, el 1960. Salah i Boualem, dos nois de vint anys que porten camises de moda i ulleres fosques, estan més interessats en el twist que en la feina i la guerra de la independència. Quan s'acaba la guerra, Boualem sap escollir el "bàndol bo", el dels aprofitats...

## Repartiment
- Malik Lakhdar-Hamina : Boualem
- Fawzi B. Saichi : Salah
- Jacques Villeret : M'sieur John Wayne
- Mustapha El Anka : Si Tayeb
- Richard Bohringer : Gomez
- Marina Moncade : Mauricette
- Jean-Marie Galey : el militar
- Areski Nebti : Kaddour
- Élisabeth Lafont : la Pied-noir
- Fanny Mergui : Mme Bacri
- Djamel Allam : el presentador de televisió
- Jean-Pierre Sentier: el jugador de bitlles
- Georges Trillat: el cambrer
- Amar Ouyacoub: amic de Si Tayeb
- Ali Abdoun: amic de Si Tayeb
- Sissani: pare de Salah
- Eddy Jabès: un soldat
- Keltoum: mare de Boualem
- Jacques Taris: el representant
- Sylvain Chamarande
- Serge Martina
- Brahim Haggiag: Si Omar

## Crítica
| «                                                                                      | Les Folles Années du twist no té cap altra ambició que ser entreteniment i en això serveix el veritable talent de Mahmoud Zemmouri per a la línia. D'altra banda, està filmat amb molta cura, molt sovint mirant, sàviament, cap als còmics. | » |
| — Olivier Assayas, « Zig-zag vénitien », Cahiers du cinéma n° 352, octobre 1983, p. 17 | |   |